# 王衷亮
王衷亮（？年—19世纪），號鏡甫，奉天府岫岩縣人。清朝地方官员。
道光九年（1829年）中式己丑科进士，即用知縣，歷任浙江浦江縣、義烏縣，改安徽太平縣。曾充任浙江壬辰科鄉試同考官。